# Copa del Generalísimo 1955
Die Copa del Generalísimo 1955 war die 51. Austragung des spanischen Fußballpokalwettbewerbes, der heute unter dem Namen Copa del Rey stattfindet.
Der Wettbewerb startete am 17. April und endete mit dem Finale am 5. Juni 1955 im Estadio Santiago Bernabéu in Madrid. Titelverteidiger des Pokalwettbewerbes war der FC Valencia. Den Titel gewann Atlético Bilbao durch einen 1:0-Erfolg im Finale gegen den FC Sevilla.

## Achtelfinale
Die Hinspiele wurden am 17. April, die Rückspiele am 24. April 1955 ausgetragen.
|                     | Gesamt |                  | Hinspiel | Rückspiel |
| ------------------- | ------ | ---------------- | -------- | --------- |
| Atlético Bilbao     | 2:1    | Real Murcia      | 0:1      | 2:0       |
| FC Sevilla          | 5:3    | Cultural Leonesa | 3:0      | 2:3       |
| FC Valencia         | 5:5    | UD Las Palmas    | 5:2      | 0:3       |
| Hércules Alicante   | 5:4    | Celta Vigo       | 3:0      | 2:4       |
| Deportivo La Coruña | 2:2    | CD Alavés        | 2:0      | 0:2       |
| Atlético Madrid     | 3:3    | Real Valladolid  | 3:2      | 0:1       |

- Real Madrid und der CF Barcelona erhielten ein Freilos.

### Entscheidungsspiele
|                     | Ergebnis |                 |
| ------------------- | -------- | --------------- |
| FC Valencia         | 14:1 1   | UD Las Palmas   |
| Deportivo La Coruña | 22:0 2   | CD Alavés       |
| Atlético Madrid     | 31:1 3   | Real Valladolid |
| Atlético Madrid     | 41:2 4   | Real Valladolid |

## Viertelfinale
Die Hinspiele wurden am 1. Mai, die Rückspiele am 8. Mai 1955 ausgetragen.
|                 | Gesamt |                     | Hinspiel | Rückspiel |
| --------------- | ------ | ------------------- | -------- | --------- |
| Real Madrid     | 5:2    | Real Valladolid     | 1:1      | 4:1       |
| CF Barcelona    | 8:1    | Deportivo La Coruña | 7:0      | 1:1       |
| Atlético Bilbao | 10:40  | Hércules Alicante   | 5:1      | 5:3       |
| FC Sevilla      | 6:5    | FC Valencia         | 5:1      | 1:4       |

## Halbfinale
Die Hinspiele wurden am 22. Mai, die Rückspiele am 29. Mai 1955 ausgetragen.
|              | Gesamt |                 | Hinspiel | Rückspiel |
| ------------ | ------ | --------------- | -------- | --------- |
| CF Barcelona | 2:4    | Atlético Bilbao | 0:2      | 2:2       |
| Real Madrid  | 1:8    | FC Sevilla      | 1:3      | 0:5       |

## Finale
| Atlético Bilbao                                    | Atlético Bilbao | FC Sevilla | FC Sevilla |
| -------------------------------------------------- | --- | --- | ---------- |
| Atlético Bilbao                                    | \| 5. Juni 1955 in Madrid (Estadio Santiago Bernabéu) \| \| Ergebnis: 1:0 (0:0) \| \| Zuschauer: 100.000 \| \| Schiedsrichter: Julián Arqué \|                                                                                     | \| 5. Juni 1955 in Madrid (Estadio Santiago Bernabéu) \| \| Ergebnis: 1:0 (0:0) \| \| Zuschauer: 100.000 \| \| Schiedsrichter: Julián Arqué \|                                  | FC Sevilla |
| Atlético Bilbao                                    | Carmelo Cedrún – José María Orúe, Jesús Garay, José Luis Arteche – Mauri, José María Maguregui – Ignacio Azcárate, Félix Marcaida, Ignacio Arieta, Ignacio Uribe, Agustín Gaínza Cheftrainer: Ferdinand Daučík ( Tschechoslowakei) | José María Busto – Guillamón III, Campanal, Antonio Valero – Pepín, Enrique Romero – Liz, Juan Arza, Quirro, Manuel Doménech, Loren Cheftrainer: Helenio Herrera ( Argentinien) | FC Sevilla |
| Atlético Bilbao                                    | 1:0 Ignacio Uribe (70.) | | FC Sevilla |
| 5. Juni 1955 in Madrid (Estadio Santiago Bernabéu) | | |            |
| Ergebnis: 1:0 (0:0)                                | | |            |
| Zuschauer: 100.000                                 | | |            |
| Schiedsrichter: Julián Arqué                       | | |            |